# Meccanismo miogenico
Il meccanismo miogenico è il modo in cui arterie ed arteriole reagiscono ad un aumento o diminuzione della pressione sanguigna per mantenere costante il flusso di sangue all'interno dei vasi sanguigni.
Il muscolo liscio dei vasi sanguigni reagisce allo stiramento del muscolo aprendo  i canali ionici, che causano la depolarizzazione del muscolo, portando alla contrazione muscolare: ciò riduce significativamente il volume di sangue in grado di passare attraverso il lume, che a sua volta riduce il flusso di sangue attraverso il vaso sanguigno. Al contrario, quando la muscolatura liscia del vaso sanguigno si rilassa, i canali ionici si chiudono con conseguente vasodilatazione dei vasi sanguigni, questo aumenta la velocità di flusso attraverso il vaso. Questo sistema è particolarmente importante nei reni, dove il tasso di filtrazione glomerulare, cioè la velocità di filtrazione del sangue da parte del nefrone, è particolarmente sensibile ai cambiamenti di pressione sanguigna. Tuttavia, con l'aiuto del meccanismo miogenico, la velocità di filtrazione glomerulare diviene meno sensibile alle variazioni di pressione.
Il meccanismo miogenico nel rene sono parte del meccanismo di autoregolazione che mantiene costante il flusso ematico renale al variare della pressione arteriosa. L'autoregolazione della pressione glomerulare e di filtrazione indica la regolazione delle resistenze preglomerulari. Studi sperimentali sono stati condotti per valutare i due meccanismi nel rene, la risposta miogenica e il feedback tubuloglomerulare.
Un modello matematico ha dimostrato una buona autoregolazione attraverso il meccanismo miogenico, inteso a mantenere una tensione costante nella parete in ogni segmento dei vasi preglomerulari. Il feedback tubuloglomerulare dà una scarsa autoregolazione. Il meccanismo miogeno modula cambiamenti di resistenza decrescenti, a partire dalle arterie più grandi e successivamente sino vasi preglomerulari a valle per aumentare la pressione arteriosa. Questo risultato è stato sostenuto da misurazioni con micropunture nelle arterie interlobulari terminali; la prova che il meccanismo era miogenico è stata ottenuta esponendo il rene ad una pressione "subatmosferica" di 40 mmHg; questo ha portato ad un aumento immediato delle resistenze renali, che non poteva essere impedito da denervazione o da vari agenti bloccanti.